# Di truyền học biểu sinh

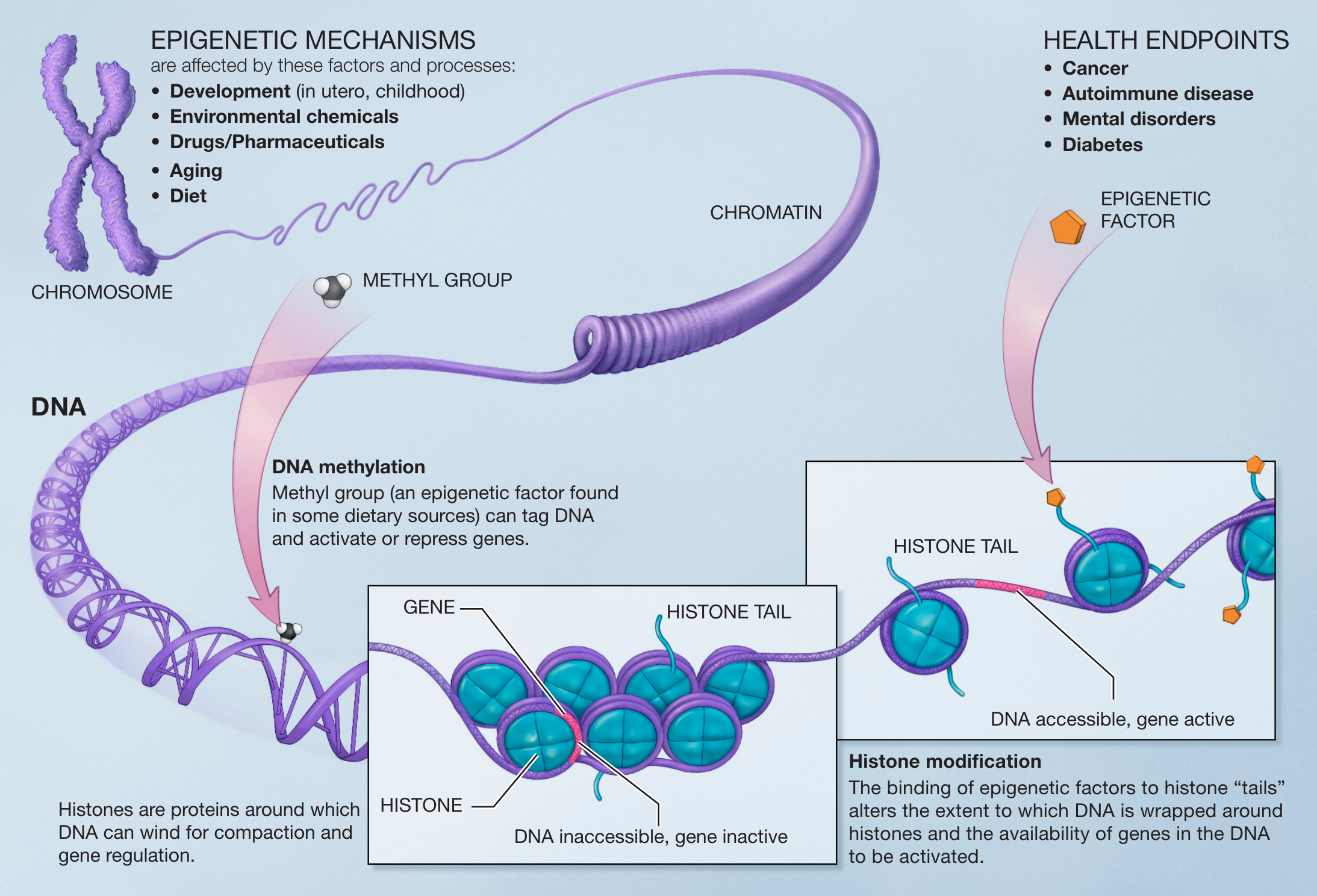
Cơ chế di truyền học biểu sinh

Di truyền học biểu sinh, còn có tên gọi là ngoại di truyền học là một ngành sinh học, trong đó đề cập đến các câu hỏi về các yếu tố xác định hoạt động của một gen và do đó nhất thời ảnh hưởng tới sự phát triển của các tế bào. Ngành này xem xét sự thay đổi trong chức năng gen mà không phải là do đột biến (không có sự thay đổi nào trong chuỗi DNA của bộ gen) mà vẫn truyền đạt cho các tế bào con.
Di truyền học biểu sinh dựa trên những thay đổi trong nhiễm sắc thể, ảnh hưởng đến hoạt động của các đoạn hoặc toàn bộ nhiễm sắc thể, được gọi là sự thay đổi biểu sinh. Trình tự DNA không thay đổi. Những thay đổi này có thể là trong quá trình methyl hóa DNA, trong sự thay đổi của histon hoặc sự thoái hóa nhanh chóng của nhiễm sắc thể cuối. Những thay đổi này có thể được quan sát thấy trong kiểu hình, nhưng không có trong kiểu gen (trình tự DNA).
Dự án di truyền học biểu sinh lớn nhất thế giới với tên gọi TwinsUK do các nhà khoa học thuộc Viện nghiên cứu gen Hoa Đại (Trung Quốc) và Học viện Hoàng gia Anh cùng phối hợp thực hiện, với tổng kinh phí lên tới 20 triệu bảng Anh, đã được khởi động ngày 6/9/2010.

## Di truyền biểu sinh giữa các thế hệ
Cơ thể con người được tạo nên không chỉ từ tập hợp các gen. Các cơ chế di truyền biểu sinh (epigenetics) được xác định bởi các yếu tố môi trường như là chế độ ăn, bệnh tật, lối sống thể hiện một vai trò quan trọng trong điều hòa DNA bằng cách bật tắt các gen.
Các nhà nhiên cứu tại Viện miễn dịch và di truyền biểu sinh Max Planck, Freiburg (Đức) cho thấy bằng chứng quan trọng rằng không chỉ có DNA mà cả các cấu trúc di truyền ngoại gen cũng tham gia vào điều hòa biểu hiện gen ở thế hệ con cái. Hơn nữa, những hiểu biết mới bởi Phòng thí nghiệm của Nicola Iovino mô tả lần đầu tiên hệ quả sinh học của thông tin di truyền này. Nghiên cứu chứng minh rằng trí nhớ di truyền biểu sinh của mẹ là cần thiết cho sự phát triển và tồn tại của thế hệ tiếp theo.
Nicola Iovino và nhóm của mình tại Max Planck đã sử dụng ruồi giấm để khám phá cách biến đổi biểu sinh được truyền từ mẹ sang phôi. Nhóm nghiên cứu tập trung vào một sửa đổi cụ thể được gọi là H3K27me3 cũng có thể được tìm thấy ở người. Nó làm thay đổi cái gọi là chromatin, bao bì của DNA trong nhân tế bào và chủ yếu liên quan đến việc kìm hãm biểu hiện gen.
Các nhà nghiên cứu Max Planck phát hiện ra rằng sửa đổi H3K27me3 ghi nhãn DNA nhiễm sắc thể trong tế bào trứng của mẹ vẫn còn tồn tại trong phôi sau khi thụ tinh, ngay cả khi các dấu hiệu biểu sinh khác bị xóa. Fides Zenk, tác giả đầu tiên của nghiên cứu cho biết: "Điều này chỉ ra rằng người mẹ truyền lại dấu ấn biểu sinh của mình cho con cái. Nhưng chúng tôi cũng quan tâm, nếu những dấu hiệu đó đang làm điều gì đó quan trọng trong phôi thai".

### Trang mạng
- The Epigenome Network of Excellence (enthält Verweise auf aktuelle Veröffentlichungen) (engl.)
- Epigenetik: Portal epigenetischer Forschung
- Öffentliches europäisches Epigenom-Netzwerk Lưu trữ ngày 29 tháng 10 năm 2017 tại Wayback Machine (mehrsprachig)
- Website des Newsletter Epigenetik

### Các bài đơn lẻ
- Epigenetik – Vererbung ist mehr als die Summe der Gene (Bild der Wissenschaft, 2003)
- Deutschlandfunk: Wie die Epigenetik die Biologie revolutioniert (2007)
- Spuren der Vorfahren auf unserem Erbgut (NZZ 2012)
- „Epigenetik“ bei Planet Wissen abgerufen am 26. Mai 2015
- Warum ist das allen brillanten Genetikern in hundert Jahre nicht aufgefallen? veröffentlicht in Spektrum 26. März 2014
- Stephanie Lahrtz (ngày 2 tháng 1 năm 2016). "Gen-Verpackung beeinflusst Verhalten. Umprogrammierte Ameisen". Neue Zürcher Zeitung. Truy cập ngày 2 tháng 1 năm 2016.